# عمر فرج
عمر فرج (مواليد 9 مارس 2002) هو لاعب كرة قدم فلسطيني محترف، يشغل مركز المهاجم في صفوف ديجرفورس آي إف ضمن الدوري السويدي الممتاز، معارًا من نادي الزمالك الذي ينشط في الدوري المصري الممتاز. مثّل منتخب السويد في مباراتين وديتين، قبل أن يختار تمثيل منتخب فلسطين ابتداءً من عام 2024.

## المسيرة الاحترافية

### البدايات وبرومابويكارنا
وُلد فرج في ستوكهولم لأبوين فلسطينيين، وبدأ مسيرته في فريقي الشباب لنادي برومابويكارنا. ظهر لأول مرة مع الفريق الأول في 14 يونيو 2020، حيث بدأ المباراة وطُرد في فوز خارج أرضه 1–0 في دوري إيتان نورّا أمام ايك فريج.سجل فرج أول هدف له مع الفريق الأول في 28 يونيو 2020، بعدما أحرز الهدف الثاني لفريقه في تعادل 3–3 على أرضه أمام فريق تي جي. أنهى موسمه الأول بخمسة أهداف، وجدد عقده حتى 2023 في 18 مارس 2021. سجل ثنائية في فوز 4–1 على أرضه أمام افك هانينج في 2 مايو 2021، وسجل أيضًا هاتريك في الفوز 6–0 على تابي افك في أواخر الشهر.

### ليفانتي
في 6 أغسطس 2021، انتقل فرج إلى الخارج ووقع عقدًا لمدة خمس سنوات مع نادي ليغان ليفانتي،  وبدأ مسيرته مع فريق الرديف في القسم الثاني. كان هداف فريق الرديف في موسم 2021–22 من الدوري الإسباني الدرجة الرابعة برصيد سبعة أهداف، لكن الفريق لم يستطع تجنب الهبوط.
ظهر لأول مرة مع الفريق الأول – وفي الدوري الإسباني – في 20 مايو 2022، بديلًا في وقت متأخر لـ أليخاندرو كانتيرو في الفوز 4–2 خارج الديار على رايو فايكانو، بينما كان ليفانتي قد هبط بالفعل.
في 21 يوليو 2022، أُعير فرج إلى نادي ديجرفورس في بلده السويد حتى ديسمبر.

### أيك
في 26 أكتوبر 2022، أعلن رسميًا انضمام فرج إلى نادي طفولته أيك سولنا بعقد دائم لمدة ثلاث سنوات يبدأ في يناير 2023.

### الزمالك
في سبتمبر 2024، انضم فرج إلى النادي المصري الزمالك بعقد يمتد حتى يونيو 2027.
في 12 يناير 2025، عاد فرج إلى ديجرفورس على سبيل الإعارة حتى 31 يوليو 2025. النادي حديث الصعود إلى الدوري السويدي الممتاز.
في 30 مارس 2025، سجل فرج جميع أهداف فريقه الخمسة في فوز 0–5 على نادي هالمستاد في ملعب أورجانس فال.

## المسيرة الدولية

### السويد
خاض فرج أول مباراة دولية كاملة مع منتخب السويد في 9 يناير 2023، حيث دخل بديلاً بدلًا من هوغو لارسون في الدقيقة 68 من مباراة ودية انتهت بفوز السويد 2–0 على فنلندا.

### فلسطين
عمر فرج من أصول فلسطينية، ما يؤهله لتمثيل منتخب فلسطين لكرة القدم. تلقى استدعاءه الأول رسميًا في 2 يونيو 2024 للانضمام إلى المنتخب الوطني، والمشاركة في مباريات الجولة الثانية من التصفيات المؤهلة لكأس العالم 2026 لمنطقة آسيا، حيث خاض مواجهات أمام منتخبي لبنان وأستراليا.

### النادي
| النادي               | الموسم        | الدوري                         | الدوري    | الدوري  | الكأس الوطني | الكأس الوطني | البطولات القارية | البطولات القارية | أخرى      | أخرى    | الإجمالي  | الإجمالي |
| النادي               | الموسم        | الدرجة                         | المشاركات | الأهداف | المشاركات    | الأهداف      | المشاركات        | الأهداف          | المشاركات | الأهداف | المشاركات | الأهداف  |
| -------------------- | ------------- | ------------------------------ | --------- | ------- | ------------ | ------------ | ---------------- | ---------------- | --------- | ------- | --------- | -------- |
| برومابويكارنا        | 2019          | الدوري السويدي الدرجة الأولى   | —         | —       | 3            | 0            | —                | —                | —         | —       | 3         | 0        |
| برومابويكارنا        | 2020          | الدوري السويدي الدرجة الأولى   | 23        | 5       | 2            | 1            | —                | —                | 2         | 0       | 27        | 6        |
| برومابويكارنا        | 2021          | الدوري السويدي الدرجة الأولى   | 13        | 9       | 1            | 2            | —                | —                | —         | —       | 14        | 11       |
| برومابويكارنا        | الإجمالي      | الإجمالي                       | 36        | 14      | 6            | 3            | —                | —                | 2         | 0       | 44        | 17       |
| ليفانتي الثاني       | 2021–22       | الدوري الإسباني الدرجة الرابعة | 29        | 7       | —            | —            | —                | —                | —         | —       | 29        | 7        |
| ليفانتي              | 2021–22       | الدوري الاسباني                | 1         | 0       | 0            | 0            | —                | —                | —         | —       | 1         | 0        |
| نادي ديجرفورس (معار) | 2022          | الدوري السويدي الممتاز         | 16        | 4       | 0            | 0            | —                | —                | —         | —       | 16        | 4        |
| أيك سولنا            | 2022          | الدوري السويدي الممتاز         | —         | —       | 4            | 1            | —                | —                | —         | —       | 4         | 1        |
| أيك سولنا            | 2023          | الدوري السويدي الممتاز         | 24        | 3       | 6            | 2            | —                | —                | —         | —       | 30        | 5        |
| أيك سولنا            | 2024          | الدوري السويدي الممتاز         | 13        | 1       | 1            | 2            | —                | —                | —         | —       | 14        | 3        |
| أيك سولنا            | الإجمالي      | الإجمالي                       | 37        | 4       | 11           | 5            | —                | —                | —         | —       | 48        | 9        |
| الزمالك              | 2024–25       | الدوري المصري الممتاز          | 2         | 0       | 0            | 0            | 2                | 1                | 1         | 0       | 5         | 1        |
| ديغيرفورز (معار)     | 2025          | الدوري السويدي الممتاز         | 1         | 5       | 3            | 2            | —                | —                | —         | —       | 4         | 7        |
| المجموع الكلي        | المجموع الكلي | المجموع الكلي                  | 122       | 34      | 20           | 10           | 2                | 1                | 3         | 0       | 147       | 45       |

1. ↑  يشمل كأس السويد (Svenska Cupen)
2. ↑  مشاركات في مباريات التصعيد لدوري سوبر إيتان
3. ↑  مشاركات في كأس الكونفدرالية الإفريقية
4. ↑  مشاركة في كأس السوبر الإفريقي

## الإنجازات
الزمالك
- كأس السوبر الإفريقي: 2024.